# Rebäse (Rõuge)
Rebäse – wieś w Estonii, w prowincji Võru, w gminie Rõuge.